# Društvo za Združene narode za Slovenijo

Društvo za Združene narode za Slovenijo je bilo ustanovljeno leta 1951 kot organizacija, ki podpira Združene narode (ZN/OZN) v njihovi vlogi varuha globalnega miru in stabilnosti. Po razglasitvi neodvisnosti, 25. junija 1991, je bila Slovenija nato 22. maja 1992 sprejeta med države članice OZN. Kmalu zatem, 6. novembra 1992, je bilo Društvo za ZN za Slovenijo sprejeto v krog članic Svetovne federacije društev za Združene narode.
Glavni cilj društva je bil izoblikovan že ob ustanovitvi, in sicer obveščanje javnosti o idejah, ciljih in dejavnostih OZN.
Društvo za ZN za Slovenijo je organizacija civilne družbe, ki skrbi za širitev idealov in ciljev OZN v Sloveniji. Njegova osrednja naloga je zbiranje in ponujanje informacij o vlogi in dejavnostih OZN; v ta namen vzdržujejo knjižnico z obsežnim številom informativnih in specializiranih publikacij OZN ter njenih agencij, pa tudi druge literature s sorodno tematiko.
Urejajo tudi spletno stran, ki nudi informacije in novice o društvu ter njegovih dejavnostih, hkrati pa tudi novice o OZN in drugih sorodnih temah.
Posebno vlogo pri njihovih prizadevanjih za obveščanje javnosti o OZN ima tudi sodelovanje z Informacijsko službo ZN na Dunaju.
Pri zbiranju in prevajanju različnih mednarodnih dokumentov, knjig in ostalih publikacij OZN ter mednarodnih odnosih sodelujejo z Inštitutom za mednarodno pravo in mednarodne odnose Pravne fakultete v Ljubljani.
Del njihovega dela je tudi sodelovanje pri javnih razpravah o pomembnih vprašanjih, s katerimi se ukvarjajo OZN. S svojim delom omogočajo, da se posamezniki srečujejo s predstavniki vlade ter s pomočjo dialoga poskušajo reševati probleme po vzoru OZN. 
V letu 2008 so organizirali javno razpravo o okoljskih spremembah, pri kateri je slovenska vlada predstavila svoje stališče glede omenjenega vprašanja in Balijskega procesa; govornik je bil g. Janez Podobnik, takratni slovenski minister za okolje in prostor. Imeli so tudi predavanje z go. Violeto Neubauer, članico Odbora OZN za odpravo diskriminacije žensk in koordinatorico za mednarodno sodelovanje pri Uradu Vlade RS za enake možnosti; predavala je o vlogi in rezultatih dela OZN na področju enakosti spolov. Nadalje so še izvedli predstavitev osebe in dela generalnega sekretarja OZN Ban Ki-moona. Kot že vrsto let so tudi izvedli proslavi ob dnevu OZN 24. oktobra in mednarodnem dnevu človekovih pravic 10. decembra. Izvedli so tudi dve kampanji, in sicer »Daj mi mir!« (kampanja ob mednarodnem dnevu miru) Arhivirano 2016-04-10 na Wayback Machine. in »Vstani in ukrepaj!« (kampanja v okviru boja proti revščini) Arhivirano 2009-04-06 na Wayback Machine..
Društvo tudi spodbuja raziskovalno dejavnost na tematskem področju OZN. V ta namen vsako leto na dan OZN podelijo nagrade diplomskim in podiplomskim študentom za deset najboljših prispevkov s področja delovanja OZN. Ob proslavi ob dnevu OZN je eden izmed večjih dogodkov prav tako omenjena proslava ob dnevu človekovih pravic, ob katerem podelijo priznanja osnovnošolcem in dijakom za eseje, fotografije in likovna dela na temo človekovih pravic.
Vpogled članom in drugim zainteresiranim v delovanje sistema ZN omogočajo ekskurzije na različne ustanove ZN v Ženevi in na Dunaju.

## Poslanstvo
Njihovo poslanstvo je širiti cilje in načela Organizacije združenih narodov. Uresničujejo ga skozi svoje aktivnosti, in sicer s/z:
- seznanjanjem javnosti s cilji in načeli OZN ter njenimi dejavnostmi;
- vzdrževanjem knjižnice z velikim številom informativnih in specializiranih publikacij OZN ter njenih agencij, pa tudi druge literature s sorodno tematiko;
- zbiranjem in prevajanjem različnih mednarodnih dokumentov, knjig in ostalih publikacij OZN;
- nagrajevanjem najboljših diplomskih in magistrskih del ter doktorskih disertacij, ki se dotikajo področja OZN;
- organiziranjem rednih predavanj in okroglih miz o temah povezanih z OZN;
- kampanjami in proslavami ob mednarodnih dnevih OZN;
- izvajanjem delavnic o temah povezanih z OZN za osnovno- in srednješolce;
- organiziranjem ekskurzij na različne ustanove OZN.

## Vizija
Želijo biti ena izmed vitalnih nevladnih organizacij v Republiki Sloveniji, ki dejavno prispevajo k promociji in širjenju človekovih pravic, boju proti revščini ter poglabljanju prepričanja o potrebi medsebojnega spoznavanja, zbliževanja in enakopravnega sodelovanja med narodi in med ljudmi ne glede na jezik, raso, spol, vero in prepričanje. Nenazadnje želijo biti osrednja nevladna organizacija v RS, ki v državi širi cilje in načela OZN ter sodeluje v njenih akcijah in kampanjah.

## Cilji
Osnovni namen in cilji, ki jih želi društvo uresničiti so:
1. Biti osrednja nevladna organizacija v Republiki Sloveniji, ki fizične in pravne osebe seznanja z idejami, cilji in delovanjem OZN.
2. Aktivno prizadevanje k promociji in spoštovanju človekovih pravic ter boju proti revščini, s poudarkom na vlogi posameznika, skupin in držav.
3. Promocija tolerance, medsebojnega razumevanja, solidarnosti in sodelovanja med narodi in med ljudmi ne glede na jezik, raso, spol, vero in prepričanje.
4. Koordinirati in razvijati dejavnosti naših članov ter ostalih skupin in posameznikov, ki so aktivni na katerem od področij povezanih z OZN.
5. Sodelovati z drugimi organizacijami, katerih delovanje prispeva k razvoju OZN in služi njeni podpori, še posebej pa z Informacijsko službo ZN na Dunaju (UNIS Vienna) in Svetovno federacijo društev za ZN (WFUNA).
6. Širjenje članstva in podpornikov društva.
7. Spodbujanje raziskovanja o OZN in njenem delovanju ter informiranje in izobraževanje o ciljih Ustanovne listine Organizacije združenih narodov in dela sistema OZN.